# Euchomenella seriepunctata
Euchomenella seriepunctata är en bönsyrseart som beskrevs av Karsch 1892. Euchomenella seriepunctata ingår i släktet Euchomenella och familjen Mantidae. Inga underarter finns listade i Catalogue of Life.